# Leonardo Escorcia
Leonardo Escorcia (Malambo,  Atlántico, Colombia; 9 de agosto de 1996) es un futbolista colombiano. Juega como defensa y su equipo actual es el Atlético Huila de la Categoría Primera A colombiana.

## Clubes
| Club                | País     | Temporada       |
| ------------------- | -------- | --------------- |
| Uniautónoma F.C.    | Colombia | 2015            |
| Jaguares de Córdoba | Colombia | 2016 - 2020     |
| Atlético Huila      | Colombia | 2021 - Presente |